# 261 (số)
261 (hai trăm sáu mươi mốt) là một số tự nhiên ngay sau 260 và ngay trước 262.